# Felice Bauer
Felice Bauer (Neustadt (nu Prudnik) in Opper-Silezië, 18 november 1887 - Rye (New York, USA), 15 oktober 1960) was de eerste verloofde van Franz Kafka. 

## Afkomst
Felice Bauer was afkomstig uit een Joodse familie. Haar vader, Carl Bauer, werkte als verzekeringsvertegenwoordiger, terwijl de moeder, Anna Bauer, geboren Danziger, dochter van een verver was. Ze had vier broers en zusters: Else (1883 – 1952), Ferdinand (1884 – 1952), Erna (1885 – 1978) en Antonie (roepnaam: Toni) (1892 – 1918). In 1899 verhuisde haar familie van Opper-Silezië naar Berlijn.

## Betrekking tot Franz Kafka
Franz Kafka zag Felice voor het eerst op de avond van de 13e augustus 1912 tijdens een bezoek aan zijn vriend Max Brod. Diens zuster Sophie was met een neef van Felice Bauer getrouwd. Felice, die in 1908 haar opleiding aan de handelsschool had moeten stoppen wegens geldnood van haar vader, werkte sinds 1909 eerst als stenotypiste bij een grammofoonplatenfrma in Berlijn, later als gevolmachtigde bij de firma Carl Lindström A.G. Ze was tweemaal verloofd met Franz Kafka voor hun definitieve scheiding in 1917. 
In 1912 droeg Kafka het in 1913 gepubliceerde verhaal “Das Urteil” aan Felice Bauer op. 
En haar eerste verloving, Pinksteren 1914, met Kafka verliep opvallend. Een vriendin,Grete Bloch, van Felice Bauer probeerde tijdens een bezoek aan Praag al in oktober 1913 de moeizame relatie tussen hen beiden vlot te trekken. Het gevolg was een (intieme) briefwisseling tussen Bloch en Kafka. Toen Bloch van de verloving op de hoogte kwam, besloot zij de inhoud van die brieven aan haar vriendin Felice Bauer te laten zien. Vervolgens onderwierpen zij Kafka (in hotel "Askanischer Hof" in Berlijn in juli 1914 waar hij toen verbleef) met dit compromitterende materiaal aan een kruisverhoor. Dit resulteerde in de verbreking van die verloving. Maar gaf wellicht ook inspiratie voor Kafka's roman Het Proces. 
Zo lijkt de relatie tussen Bauer en Kafka van beslissende invloed te zijn geweest op het schrijverschap van Kafka. Elias Canetti laat zien dat dit misschien daarvoor de ideale relatie is geweest: De waardering en liefde op afstand, de vele brieven. 

## Huwelijk, familie en huwelijksleven
Al spoedig na de definitieve beëindiging van de betrekking met Kafka, trouwde zij in 1919 met de 14 jaar oudere bankgevolmachtigde Moritz Marasse (1873 – 1950). Ze kregen twee kinderen: Heinz (1920 – 2012) en Ursula (1921 – 1960). 
De beurskrach van 1929 en het verkiezingssucces van de nationaalsocialisten bij de Rijksdagverkiezingen in 1930 maakten een einde aan het familiegeluk. In 1930/31 week het gezin uit naar Zwitserland. In 1936 volgde emigratie naar Californië in de Verenigde Staten. Felice Bauer moest het gezin met eenvoudig en slecht betaald werk van inkomen voorzien. In 1950 stierf haar echtgenoot. 
Tegen het einde van haar leven zag zij zich door ziekte en geldnood gedwongen de vele brieven van Kafka  te verkopen aan een uitgever (Salman Schocken). In 1967 werden zij als Briefe an Felice uitgegeven. In 1973 volgde een Engelse vertaling.
- Gemeinsame Normdatei: 118653695
- International Standard Name Identifier: 0000 0001 1046 9484
- Library of Congress Control Number: n50005415
- Nationale Bibliotheek van Tsjechië: jn20000700128
- Nationale Bibliotheek van Israël: 987007258227905171
- Nederlandse Thesaurus van Auteursnamen: 070256136
- LIBRIS: 406430
- SNAC: w65h7m7s
- Système universitaire de documentation: 070678715
- Virtual International Authority File: 25396027
- WorldCat: E39PBJcwCgHfvJvwJP3GMqCPcP